# Parascopas falcatus
Parascopas falcatus är en insektsart som beskrevs av Ronderos 1982. Parascopas falcatus ingår i släktet Parascopas och familjen gräshoppor. Inga underarter finns listade i Catalogue of Life.